# 希谢 (马恩省)
希谢（法語：Chichey，法語發音：[ʃiʃɛ]）是法国马恩省的一个市镇，属于埃佩尔奈区。

## 地理
希谢（48°41'20"N, 3°45'23"E）面积7.4 平方千米，位于法国大東部大區马恩省，该省份为法国东北部内陆省份，北起阿登省，西北接埃纳省，西南接塞纳-马恩省，南至奥布省，东南接上马恩省，东临默兹省。
与希谢接壤的市镇（或旧市镇、城区）包括：圣雷米苏布鲁瓦、盖村、克德、索杜瓦、塞扎讷、万代。

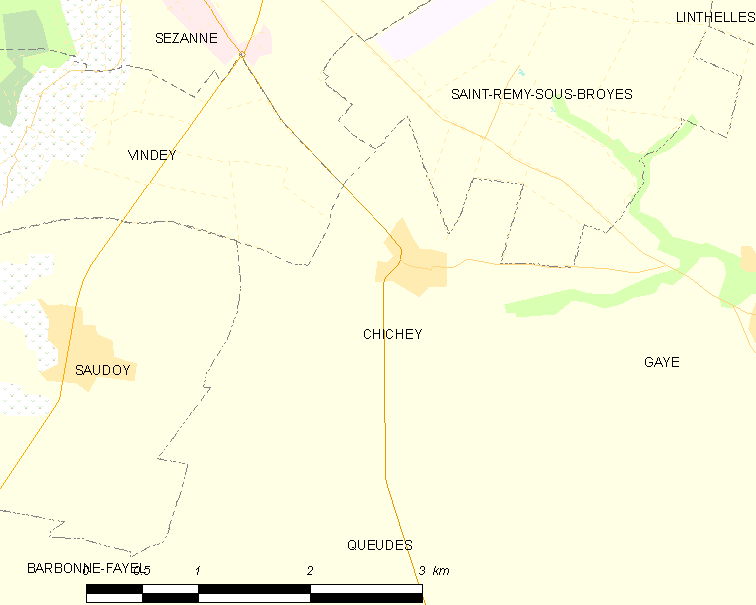
的OSM定位图

希谢的时区为UTC+01:00、UTC+02:00（夏令时）。

## 行政
希谢的邮政编码为51120，INSEE市镇编码为51151。

## 政治
希谢所属的省级选区为塞扎讷-布里-香槟县。

## 人口

1962-2008年间人口变化图示

希谢于2022年1月1日时的人口数量为170人。